# Xã Rosamond, Quận Christian, Illinois
Xã Rosamond (tiếng Anh: Rosamond Township) là một xã thuộc quận Christian, tiểu bang Illinois, Hoa Kỳ. Năm 2010, dân số của xã này là 421 người.